# Vilã (álbum)
Vilã es el sexto álbum de estudio de la cantautora brasileña Ludmilla, lanzado el 24 de marzo de 2023 por Warner Music Latina.

## Lanzamiento
El 6 de marzo de 2023, Ludmilla reveló la lista de canciones de Vilã en forma de emojis. El 14 de marzo se puso a disposición la lista de canciones, sin acertijos. Al día siguiente, se revela la portada.
En abril, la cantante reveló, en una conferencia de prensa de Rio2C, en Cidade das Artes, que había lanzado versiones en vivo de las canciones de su disco.

## Canciones
Se lanzaron ocho sencillos como apoyo a Vilã: "Socadona", con Mariah Angeliq, Mr. Vegas y Topo La Maskara, se lanzó el 18 de noviembre de 2021 como sencillo. Más tarde se incluyó en la lista de canciones.

## Lista de canciones
| Vilã  |                                                                               | |                                                           |          |  |
| N.º   | Título                                                                        | Escritor(es) | Productor(es)                                             | Duración |  |
| 1.    | «Nasci Pra Vencer» (con Dallass)                                              | Ludmilla | Dallass                                                   | 2:28     |  |
| 2.    | «Sou Má» (con Ajaxx y Tasha & Tracie)                                         | Ludmilla, Flávio C., Tasha O., Tracie O.                                                                                                 | Ajaxx                                                     | 3:30     |  |
| 3.    | «Senta e Levanta» (con Stefflon Don y Topo La Maskara)                        | Helder Villas Boas, Ludmilla, Stephanie Allen, Topo La Maskara                                                                           | Topo La Maskara                                           | 2:36     |  |
| 4.    | «Brigas Demais» (con Delacruz y Gaab)                                         | Ajaxx, Alan, Delacruz, Fabinho Rodrigues, Gaab, Ludmilla                                                                                 | Ajaxx, Ariel Donato, Ludmilla                             | 4:08     |  |
| 5.    | «5 Contra 1» (con Dallass)                                                    | Ludmilla | Dallass                                                   | 2:37     |  |
| 6.    | «Vem por Cima» (con Piso 21)                                                  | Rafael Castilhol, David Escobar, David Lorduy, Juan David Huertas Clavijo, Ludmilla, Pablo Mejia Barmudez                                | Rafael Castilhol                                          | 3:12     |  |
| 7.    | «Socadona» (con Mariah Angeliq, Topo La Maskara y participación de Mr. Vegas) | Ludmilla, Carolina Isabel Colón, Clifford Smith, Helder Vilas Boas, Jefferson Junior, Juan Jose Brito Castillo, Angeliq, Umberto Tavares | Topo La Maskara                                           | 3:06     |  |
| 8.    | «Solteiras Shake» (con Gabriel do Borel)                                      | Ludmilla, Mars, Murda Beatz, Rasool Diaz, Zone                                                                                           | Gabriel do Borel, Marcio Arantes, Mars, Rasool Diaz, Zone | 2:07     |  |
| 9.    | «Síntomas de Prazer»                                                          | Ludmilla, Ajaxx, Donato, Lukinhas, Pablo Bispo                                                                                           | Ajaxx, Ariel Donato, Ludmilla                             | 2:28     |  |
| 10.   | «Eu Só Sinto Raiva» (con Ariel Donato)                                        | Donato y Ludmilla | Ajaxx, Ariel Donato, Ludmilla                             | 2:22     |  |
| 11.   | «Malvadona» (con Oruam, Vulgo FK)                                             | Ludmilla, Oruam, Vulgo FK | Ajaxx, Ariel Donato, Coop The Truth, Galdino, Ludmilla    | 3:09     |  |
| 12.   | «Gostosa com Intensidade»                                                     | Ludmilla | DJ Chris 011                                              | 2:18     |  |
| 13.   | «Make Love»                                                                   | Ludmilla | Rafael Castilhol                                          | 2:41     |  |
| 14.   | «Me Deixa Ir»                                                                 | Jefferson Junior, Ludmilla, Umberto Tavares                                                                                              | Ajaxx, Ludmilla                                           | 2:20     |  |
| 15.   | «Todo Mundo Louco» (con Capo Plaza, Tropkillaz, Ape Drums)                    | Ape Drums, Luca D'Orso, Laudz, Ludmilla, Zegon                                                                                           | Ajaxx, Ape Drums, Tropkillaz                              | 2:24     |  |
| 41:32 |                                                                               | |                                                           |          |  |